# Sigismondo d'Este (nobile 1480)
Sigismondo d'Este (8 settembre 1480 – 9 agosto 1524) era l'ultimo figlio di Ercole I d'Este, duca di Ferrara, e di Eleonora d'Aragona, figlia di Ferdinando I di Napoli.

## Biografia

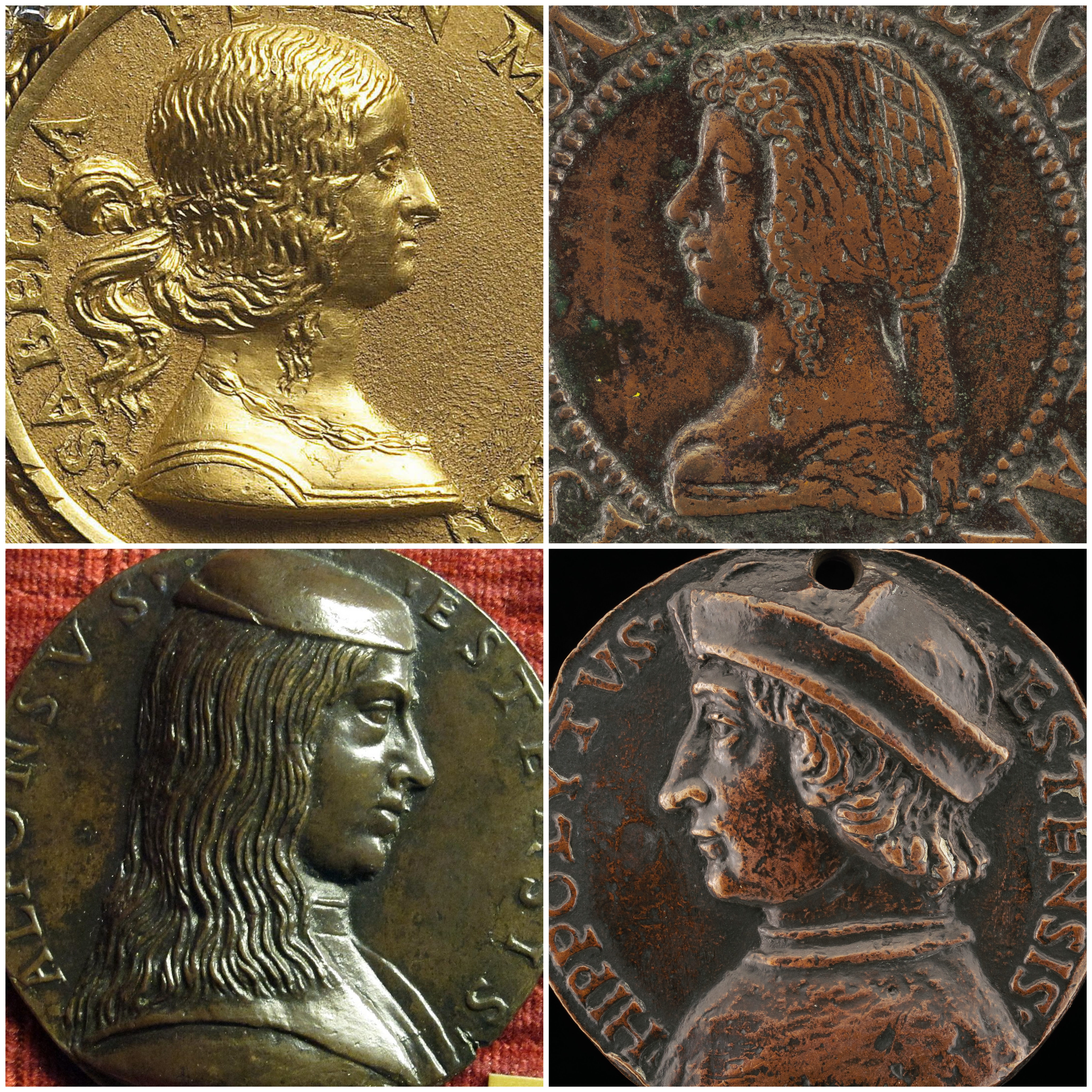
Medaglie dei fratelli d'Este a confronto: Isabella, Alfonso, Ferrante, Ippolito e Sigismondo avevano ereditato il tipico naso estense del padre; Beatrice quello leggermente all'insù della madre. Tutti inoltre erano bruni, fuorché Ferrante e Sigismondo, che avevano recuperato, come pare, il tradizionale biondo degli Este.

Nacque all'alba dell'8 settembre 1480, mentre il padre Ercole si trovava a Reggio e a Modena. Fu tenuto a battesimo dal cardinale Ascanio Sforza, allora esiliato in quella città, e ricevette il nome dello zio paterno Sigismondo d'Este.
Crebbe alla corte di Ferrara; fu a capo del corteo ferrarese che andò a prendere a Roma la futura moglie del fratello Alfonso, Lucrezia Borgia. Al contrario di Ferrante d'Este e di Giulio d'Este, Sigismondo non tentò mai di opporsi ai fratelli Alfonso e Ippolito ma anzi visse alla loro ombra.
Le cronache dell'epoca lo vedono spesso accompagnare il Duca Alfonso I d'Este nei suoi viaggi dentro e fuori il Ducato.

Quando il complotto organizzato da Ferrante e Giulio venne scoperto, il processo contro i due e altri cospiratori (tra i quali Albertino V Boschetti) si svolse nel palazzo di Sigismondo.

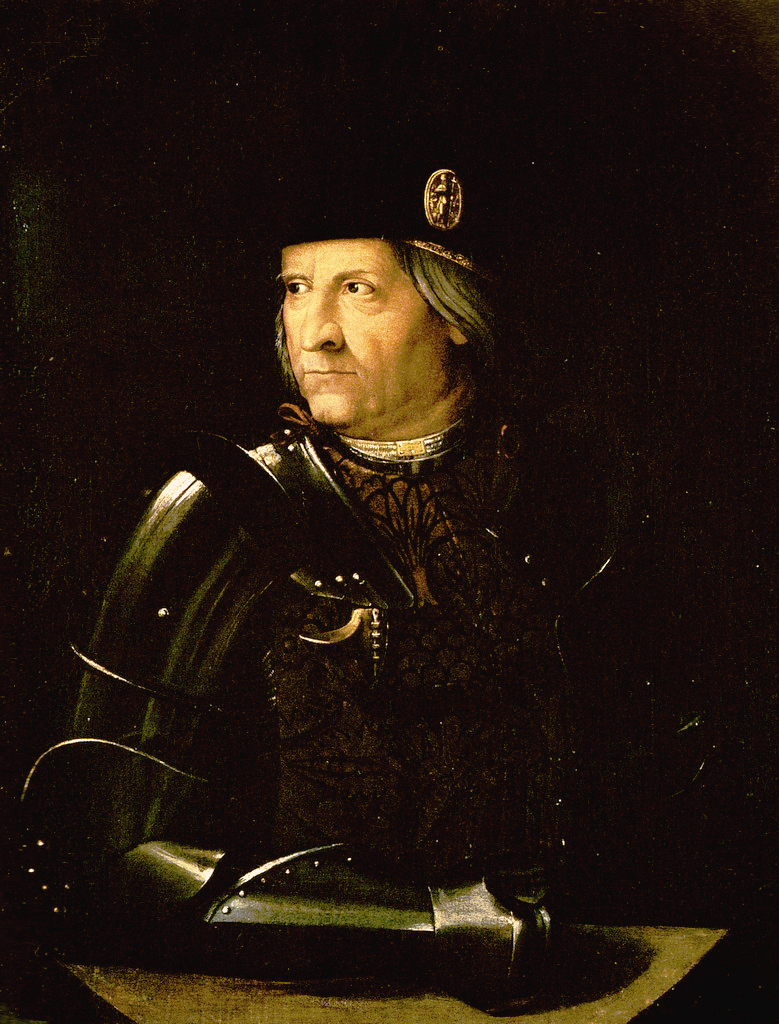
Ercole I.

Tra il 1496 e il 1497, come Alfonso e Ferrante, contrasse la sifilide, ma mentre i fratelli riuscirono a riprendersi, Sigismondo non riuscì più a condurre una vita normale.
Morì il 9 agosto 1524; venne sepolto nella chiesa di Santa Maria degli Angeli, oggi non più esistente (attualmente la tomba si trova in un sacello del Monastero del Corpus Domini).

## Nella cultura di massa
- Nella miniserie del 1981 I Borgia, Sigismondo è impersonato da Emlyn Price.
- Nella serie televisiva francese del 2011-2014 I Borgia è impersonato da Davide Lipari.

## Ascendenza
|                         |                     |                         | Genitori                      |  |  | Nonni |  |  | Bisnonni         |  |  | Trisnonni         |  |
|                         |                     |                         |                               |  |  |       |  |  | Alberto V d'Este |  |  | Obizzo III d'Este |  |
|                         |                     |                         |                               |  |  |       |  |  | Alberto V d'Este |  |  | Obizzo III d'Este |  |
|                         |                     | Lippa Ariosti           |                               |  |  |       |  |  | Alberto V d'Este |  |  |                   |  |
| Niccolò III d'Este      |                     |                         |                               |  |  |       |  |  | Alberto V d'Este |  |  |                   |  |
|                         |                     | Isotta Albaresani       | Alberto Albaresani            |  |  |       |  |  |                  |  |  |                   |  |
|                         |                     | Isotta Albaresani       | Alberto Albaresani            |  |  |       |  |  |                  |  |  |                   |  |
|                         |                     | Isotta Albaresani       | ...                           |  |  |       |  |  |                  |  |  |                   |  |
| Ercole I d'Este         |                     | Isotta Albaresani       |                               |  |  |       |  |  |                  |  |  |                   |  |
|                         |                     | Tommaso III di Saluzzo  | Federico II di Saluzzo        |  |  |       |  |  |                  |  |  |                   |  |
|                         |                     | Tommaso III di Saluzzo  | Federico II di Saluzzo        |  |  |       |  |  |                  |  |  |                   |  |
|                         |                     | Tommaso III di Saluzzo  | Beatrice di Ginevra           |  |  |       |  |  |                  |  |  |                   |  |
| Ricciarda di Saluzzo    |                     | Tommaso III di Saluzzo  |                               |  |  |       |  |  |                  |  |  |                   |  |
|                         |                     | Margherita di Roucy     | Ugo II di Pierrepont          |  |  |       |  |  |                  |  |  |                   |  |
|                         |                     | Margherita di Roucy     | Ugo II di Pierrepont          |  |  |       |  |  |                  |  |  |                   |  |
|                         |                     | Margherita di Roucy     | Bianca di Coucy               |  |  |       |  |  |                  |  |  |                   |  |
| Sigismondo d'Este       |                     | Margherita di Roucy     |                               |  |  |       |  |  |                  |  |  |                   |  |
|                         | Alfonso V d'Aragona | Ferdinando I d'Aragona  |                               |  |  |       |  |  |                  |  |  |                   |  |
|                         | Alfonso V d'Aragona | Ferdinando I d'Aragona  |                               |  |  |       |  |  |                  |  |  |                   |  |
|                         | Alfonso V d'Aragona | Eleonora d'Alburquerque |                               |  |  |       |  |  |                  |  |  |                   |  |
| Ferdinando I di Napoli  | Alfonso V d'Aragona |                         |                               |  |  |       |  |  |                  |  |  |                   |  |
|                         |                     | Gueraldona Carlino      | Enrico Carlino                |  |  |       |  |  |                  |  |  |                   |  |
|                         |                     | Gueraldona Carlino      | Enrico Carlino                |  |  |       |  |  |                  |  |  |                   |  |
|                         |                     | Gueraldona Carlino      | ...                           |  |  |       |  |  |                  |  |  |                   |  |
| Eleonora d'Aragona      |                     | Gueraldona Carlino      |                               |  |  |       |  |  |                  |  |  |                   |  |
|                         |                     | Tristano di Chiaromonte | Deodato II di Clermont-Lodève |  |  |       |  |  |                  |  |  |                   |  |
|                         |                     | Tristano di Chiaromonte | Deodato II di Clermont-Lodève |  |  |       |  |  |                  |  |  |                   |  |
|                         |                     | Tristano di Chiaromonte | Isabella di Roquefeuil        |  |  |       |  |  |                  |  |  |                   |  |
| Isabella di Chiaromonte |                     | Tristano di Chiaromonte |                               |  |  |       |  |  |                  |  |  |                   |  |
|                         |                     | Caterina di Taranto     | Raimondo Orsini del Balzo     |  |  |       |  |  |                  |  |  |                   |  |
|                         |                     | Caterina di Taranto     | Raimondo Orsini del Balzo     |  |  |       |  |  |                  |  |  |                   |  |
|                         |                     | Caterina di Taranto     | Maria d'Enghien               |  |  |       |  |  |                  |  |  |                   |  |
|                         |                     | Caterina di Taranto     |                               |  |  |       |  |  |                  |  |  |                   |  |